# النسق الأساسي

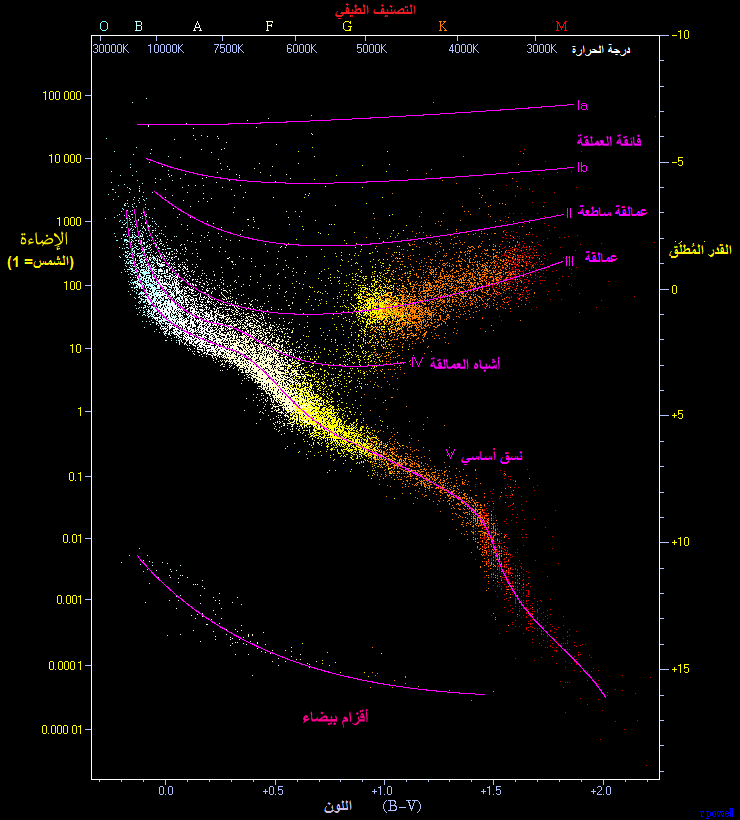
23000 من مختلف أنواع النجوم مُبينة في هذا الرسم البياني. ويتضح من الرسم أن أنواع النجوم تتبع المنحنى المائل في الشكل الذي يمتد من الركن اليساري العلوي (نجوم ساخنة شديدة الضياء) إلى الركن اليميني الأسفل (نجوم أقل سخونة وأقل ضياءا) وتسمى تلك المجموعة النسق الرئيسي. كما يوجد توزيع الأقزام البيضاء وهذا التوزيع يكاد يمتد أفقيا أسفل المجموعة الرئيسية. كما يوجد أعلى النسق الأساسي مجموعة أشباه العملاقة، ومجموعة العمالقة، ومجموعة النجوم الفائقة العملقة، وهي تضم طبقاً لتسميتها نجوماً أضخم بكثير من الكتلة الشمسية. وتوجد الشمس في منتصف النسق الأساسي كنجم ذو كتلة 1 كتلة شمسية، وقدر مطلق 4.8، ومؤشر اللون 0.66 (B-V color index) ودرجة حرارة السطح 5.780 كلفن ونوع الطيف G2].

النسق الأساسي أو التتابع الرئيس أو التتابع الرئيسي أو المتتابعة الرئيسية أو المتتابعة النجمية الرئيسة أو المتوالية الرئيسية (بالإنجليزية: Main Sequence) في الفلك هو خط إحصائي نجوم يشكل نحو 80 % من مختلف النجوم في الكون، يجمعها رسم بياني بغرض تصنيفها من حيث اللون وشدة ضيائها. وتتميز نجوم النسق الأساسي بأن طاقة إشعاعها ناتجة عن تفاعلات الاندماج النووي للهيدروجين في قلب النجم وهي تفاعلان اندماج نووي تنتج الهيليوم. ويسمى الرسم البياني الذي يجمع بين كتلة النجم ولون طيفه وشدة ضيائه تصنيف هرتسبرونغ وراسل. وتسمى مجموعة نجوم هذا الحزام على الرسم البياني النسق الأساسي، لأنها تشكل 80 % من أنواع النجوم الموجودة في الكون. أما تصنيفات النجوم التي تخرج عن هذا الحزام الرئيسي وتشكل 20 % من نجوم الكون فهي تتجمع على الرسم البياني في حزامين آخرين، وتختلف صفاتها كثيرا عن صفات نجوم النسق الأساسي، حيث يعود إصدارها للطاقة إلى تفاعلات أخرى غير الاندماج النووي للهيدروجين الذي يولد الهيليوم، من تلك التفاعلات إندماج عناصر أثقل من الهيدروجين، مثل الكربون والأكسجين والنتروجين وعند نهاية تلك التفاعلات والاندماجات يتولد منها الحديد.
ويتغير قدر الضياء المطلق لنجم من نجوم النسق الأساسي ونوع طيفه بتقدم عمره ومقدار استهلاكه الكلي لوقوده من الهيدروجين الذي يتحول تدريجيا إلى الهيليوم، كما يتحول بعضه إلى الكربون والأكسجين وغيرهما. أي أنه بمعرفتنا للقدر المطلق لنجم في السماء ومعرفة نوع طيفه يمكن معرفة كتلته ومعرفة التفاعلات الجارية فيه وبالتالي معرفة عمره.
وعن طريق تلك المعرفة للنجوم المختلفة الأحجام والأعمار في الكون توصلنا إلى معرفة أن الشمس من النجوم الصغيرة نسبيا، وصنّفها العلماء قزم أصفر وأنها من أنواع النجوم التي قد يصل عمرها إلى 10 - 11 مليار سنة، وأن عمرها الآن يبلغ نحو 4.57 مليار سنة تقريباً فهي في منتصف عمرها.
كذلك نعرف أن تقدم الشمس في العمر سيؤدي إلى انتفاخها وتحولها إلى عملاق أحمر، وذلك بعد استهلاكها للجزء الأكبر من وقودها من الهيدروجين.
ويقسم النسق الأساسي أحيانا إلى نصف علوي ونصف سفلي بحسب نوع التفاعلات التي تجري في النجم وتنتج طاقته. فالنجوم التي تكون كتلتها أقل من 1.5 من كتلة الشمس تجري فيها تفاعلات الاندماج النووي لعنصر الهيدروجين على مراحل فيتولد الهيليوم، وتسمى تلك التفاعلات سلسلة تفاعل بروتون-بروتون. أما النجوم التي تبلغ كتلتها أكبر من 1.5 من كتلة الشمس فتجري فيها تفاعل الاندماج النووي لذرات الكربون، والنتروجين والأكسجين وتسمى دورة تفاعلات CNO، وذلك بعد أن يكون الهيليوم قد تكون من الهيدروجين في النجم.
والنجوم التابعة للنسق الأساسي وتكون كتلتها أكثر من 10 أضعاف كتلة الشمس فيجري فيها حمل حراري بين داخلها وسطحها الخارجي، بحيث يتقلب الهيليوم المتكون حديثاً في قلب النجم متيحاً الفرصة لحدوث اندماج الهيدروجين ويستمر تولد الطاقة من اندماج الهيدروجين واندماج الهيليوم؛ وعنما لا يقل الحمل الحراري في قلب النجم يتركز الهيليوم في قلب النجم طارداً الهيدروجين إلى سطح النجم.
وبالنسبة للنجوم ذات كتلة أقل، أي تكون كتلتها مثلاً ضعف كتلة الشمس، فيقل الحمل الحراري في قلبها تدريجيا حتى يخمد الحمل الحراري. فإذا كانت كتلة النجم أصغر من ذلك يصبح قلب النجم مشعاً ويحدث الحمل الحراري قريباً من سطح النجم فقط وهذا ما يحدث للشمس. وإذا كانت كتلة النجم أصغر من الشمس يزيد الحمل الحراري ويشمل النجم بأكمله، وتـُجري النجوم ذات كتلة أقل من نحو 0.4 من كتلة الشمس الحمل الحراري عبر حجم النجم كله.

## عمر النجم

مقارنة بين أحجام النجوم التابعة للنسق الأساسي. وتتبع الشمس الحجم والطيف G بين النجوم ويميل ضوؤها إلى الاصفرار.

عندما يبدأ الاندماج النووى داخل النجم بعد أن تنكمش السحابة الغازية المكون له ويتكور وترتفع حرارته بفعل الجاذبية وتصبح درجة حرارة قلب النجم وضغطه كافيان لبدء الاندماج النووى فتندمج ذرات الهيدروجين (بلازما الهيدروجين) وتتحول إلى الهيليوم، يبدأ النجم طور النسق الأساسي من عمره. تحدد كتلته الأولية موقعه على النسق الأساسي
خلال تلك الفترة، وكذلك تكوينه الكيميائي (الهيدروجين والهيليوم، ونوع الغبار الكوني) وبعض العوامل الأخرى وشدة ضيائه ونوع طيفه. يبقى النجم معظم عمره في النسق الأساسي، وعندما يشرف وقوده من الهيدروجين على الانتهاء فهو يغادر مرحلة النسق الأساسي ويتفرع في فرع يسمى فرع عملاق أحمر تشكل آخر مراحل عمره، يكبر حجمه خلال تلك الفترة حتى يصبح عملاقا أحمرا.
ويكون النجم الذي ينتمي إلى النسق الأساسي في حالة توازن حيث يتساوى معدل الحمل الحراري وبالتالي ضغط الإشعاع من قلب النجم إلى سطحه مع قوة الثقالة (قوة الجاذبية) المتجهة من الخارج إلى الداخل، حيث تحاول الجاذبية تجميع كل مادة النجم في مركزه. ويعتمد معدل إنتاج الطاقة في قلب النجم علي درجة الحرارة والضغط. وتنتقل الطاقة من قلب النجم إلى سطحه وتـُشع في الفضاء. وتنتقل الحرارة في داخل النجم عن طريق الإشعاع والحمل الحراري، حيث يغلب الحمل الحراري في المناطق التي تختلف فيها درجات الحرارة اختلافا كبيرا، مثل بين وسط النجم والسطح.
وبصفة عامة، كلما زادت الكتلة الأولية للنجم كلما قصر عمره. (ونجد مثلا أن الشمس من النجوم الصغيرة (كتلتها صغيرة) ولهذا فهي تتمتع بعمر يقدر بين 10 إلى 11 بلايين من السنين، قضت منهم حتى الآن نحو 5و4 مليار سنه، أي أن الشمس الآن في أواسط عمرها). وقرب انتهاء الهيدروجين في قلب النجم يبدأ النجم الابتعاد عن حزام النسق الأساسي على تصنيف هرتزشبرونج-راسل إلى اليمين وإلى أعلى، إشارة إلى تغير طيفه وشدة ضيائه. ويعتمد مصير النجم في تلك المرحلة على كتلته، فإذا كانت كتلته الابتدائية أقل من 23و0 من كتلة الشمس فإن النجم يتحول إلى قزم أبيض. وأما إذا كان للنجم نفس كتلة الشمس، فإنه يمر بمرحلة عملاق أحمر.
وأما النجوم ذوات كتلة أكبر من كتلة الشمس فهي تنفجر في هيئة مستعر أعظم
أو تنهار على نفسها تحت فعل الجاذبية مكونة ثقبا أسودا.

## تقسيم النسق الأساسي
يميل بعض العلماء إلى تقسيم حزام النسق الأساسي إلى ثلاثة أقسام، وذلك عندما يريدون تعريف التفاعلات النووية المختلفة الجارية في النجم، وتلك التقسيمات هي: الجزء العلوي والجزء الأوسط والجزء السفلي وهو تصنيف مبني على أساس كتلة النجم: كبيرة أو متوسطة أو صغيرة. كما يعطي هذا التقسيم أيضا طريقة انتقال الطاقة في النجم. فإذا كان النجم ذو كتلة أقل من كتلة الشمس (<0,5 M☉) يكون انتقال الطاقة في النجم عن طريق الحمل الحراري كلية، وإذا كان النجم ذو كتلة متوسطة (0,5 – 1,5M☉) يكون انتقال الطاقة في قلب النجم عن طريق الإشعاع مصحوبا بالحمل الحراري في الغلاف الذي يعلو القلب إلى السطح. وإذا كانت كتلة النجم أكبر من 5و1 من كتلة الشمس فيكون انتقال الطاقة في قلب النجم بالحمل وتعلوها طبقة تنتقل فيها الطاقة بالإشعاع.
كما يمكن تقسيم النجوم الكبيرة بحسب كتلتها تقسيما أدق: ذات كتلة عالية وذات كتلة متوسطة، بحيث تكون الحدود بين بينهما عند 8M☉ (أي ثمانية أضعاف كتلة شمسية). وطبقا لذلك التصنيف يتطور النجم ذو كتلة أكبر من 8 أضعاف كتلة الشمس حتى ينتهي في هيئة مستعر أعظم، أما ذلك النجم ذو كتلة أقل فهو ينتهي في هيئة أو نجم نيوتروني أو قزم أبيض.

## موقع الشمس في النسق الأساسي
تقع الشمس على منحنى الرسم البياني للنسق الأساسي تقريبا في الوسط (وبالتحديد في الثلث السفلي على اليمين) حيث تعتبر من ضمن النجوم ذات كتلة صغيرة. وتؤخذ كتلتها في العادة على أنها الكتلة المتوسطة للنجوم إلا أن الأبحاث الأخيرة تبين أن كتلتها أكثر من المتوسط بعض الشيء، وأن الكتلة المتوسطة لعموم النجوم تبلغ نحو 6و0 من كتلة الشمس.
ويبدو الحزام النسق الأساسي واضحا لأن النجوم تقضي فيه معظم أوقات عمرها (أثناء الاندماج النووي للهيدروجين في قلب النجم)، ويكون النجم في حالة توازن. ومع تحول الهيدروجين إلى الهيليوم يتغير التركيب الكيميائي للنجم، وبذلك يتغير أيضا لونه وقدر سطوعه المطلق، ولذلك فإن نجما يتحرك خلال عمره على النسق الأساسي إلى أعلى وإلى اليمين.
كما يتصف الجزء العلوي للنسق الأساسي بسمك معين، وتفسير ذلك أن طريق تطور نجمين مختلفين ولهما نفس الكتلة على النسق الأساسي (تصنيف هرتزشبرونج-راسل) يختلف بسبب hختلاف نسبة وجود معادن في بداية عمر كل منهما عند تكوّن كل منهما من سديم يحتوي على نسب مختلفة من الهيدروجين والهيليوم والغبار الكوني. وعلاوة على ذلك يختلف النجمان لأن قدر السطوع المطلق للنجم يرتفع مع تقدمه في العمر بسبب الاستهلاك البطيئ المستمر للهيدروجين في النجم وتحول الهيدروجين بصفة أساسية إلى الهيليوم مع تكوّن نسبة قليلة من المعادن في قلب النجم.
وعندما يكاد أن يتم استهلاك الهيدروجين (استهلاك 90% منه) وتبدأ التفاعلات في الغلاف فتغادر النجوم النسق الأساسي إلى اليمين وإلى أعلى وتتطور إلى عمالقة حمراء إذا كانت كتلتها الابتدائية مقاربة لكتلة الشمس. وهذا ما نجده في فرع عملاق أحمر خارجا من النسق الأساسي من نجم مثل الشمس إلى أعلى اليمين. كما يمكن لنجم أن يعبر النسق الأساسي بطريقة أخرى إذا كانت كتلته أقل من كتلة الشمس، عندئذ يتخذ طريقا آخر في تطوره مؤديا إلى أن يصبح قزما أبيضا، وتختلف صفاته عن صفات نجوم النسق الأساسي. كذلك نرى في الشكل نجما ذو 60 كتلة شمسية وتبلغ شدة ضبائه أشد مليون مرة من ضياء الشمس، مثل هذا النجم الضخم يتخذ فرعا آخرا متجها إلى اليمين من النسق الأساسي، حيث يتغير نوع طيفه من نوع-O إلى B إلي G ينتهي به كعملاق أحمر فائق ذو طيف من نوع-M. تلك التغيرات في الطيف التي يمكننا رصدها تعطينا أنواع التفاعلات الاندماجية الجارية في النجم. بالتالي نستطيع منها تقدير عمر النجم، كما تشير إلى مصيره في المستقبل.

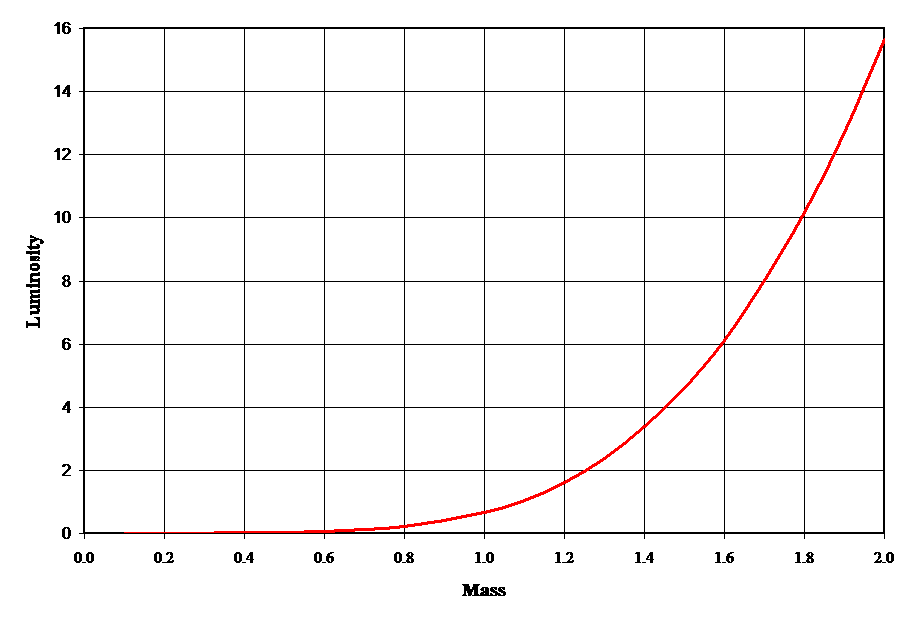
اعتماد قدر السطوع المطلق للنجم على كتلته في بداية عمره طبقا للنسق الأساسي. ويقدر سطوعه المطلق وكذلك الكتلة بكتلة الشمس وقدرها سطوعها المطلق في الوقت الحاضر. (قدر السطوع المطلق = Luminosity، وكتلة النجم = Mass)

وبسبب المنحدر الحراري بين قلب النجم وسطحه فإن الطاقة المتولدة باستمرار في قلبه تنتقل خلال الغلاف بينهما حتى السطح ثم تشع إلى الخارج في الغلاف الضوئي. ويكون انتقال الطاقة إما بالحمل الحراري أو بالإشعاع وهذا يعتمد على الأحوال الوضعية في النجم. فيكون انتقال الطاقة عن طريق الحمل الحراري في تلك المناطق التي يختلف فيها درجة الحرارة اختلافا كبيرا أو تكون غير نفاذة للضوء أو كلاهما معا. وعند تواجد الحمل الحراري في قلب النجم فإنها تقلـّب الهيليوم المتكون مع مادة الاندماج وهي الهيدروجين، بحيث يستمر الاندماج النووي للهيدروجين وتنطلق الطاقة من النجم.
والشمس بصفتها أحد نجوم النسق الأساسي يبلغ عمرها حتى الآن نحو 5 و4 مليار سنة وسوف تستمر في إطلاق طاقتها لمدة قادمة تقدر ب 4 و6 سنة. أي ان عمر الشمس يقدر بنحو 11×109 سنة. وبعد استهلاكها للهيدروجين فسوف تتمدد وتنتفخ وتصبح عملاقا أحمرا حيث يندمج الهيليوم المتكون كربون. ونظرا لأن الطاقة الناتجة عن اندماج كمية الهيليوم تبلغ عشر الطاقة الناتجة عن اندماج نفس الكمية من الهيدروجين تكون تلك الحقبة نحو 10 % فقط من عمر الشمس. ولذلك نجد في المتوسط نحو 80% - 90 % من النجوم في الكون تتبع النسق الأساسي.
وتتبع نجوم النسق الأساسي علاقة عملية (أي مبنية على المشاهدة) بين كتلة النجم ودرجة لمعانه.
ويعتمد القدر المطلق لسطوع نجم L على كتلته M طبقا للعلاقة الآتية:
{\displaystyle {\begin{smallmatrix}L\ \propto \ M^{3.5}\end{smallmatrix}}}
وتتناسب كمية الوقود الموجودة للاندماج النووي مع كتلة النجم. ولهذا فيمكن تقدير عمر نجم يتبع النسق الأساسي على أساس مقارنته بالشمس:
{\displaystyle {\begin{smallmatrix}\tau _{ms}\ \sim \ 10^{10}{\text{Jahre}}\cdot \left[{\frac {M}{M_{\bigodot }}}\right]\cdot \left[{\frac {L_{\bigodot }}{L}}\right]\ =\ 10^{10}{\text{Jahre}}\cdot \left[{\frac {M_{\bigodot }}{M}}\right]^{2.5}=\ 10^{10}{\text{Jahre}}\cdot \left[{\frac {L_{\bigodot }}{L}}\right]^{5/7}\end{smallmatrix}}}
حيث M وL كتلة النجم وقدره المطلق، وJahre = سنة أو:
{\displaystyle {\begin{smallmatrix}M_{\bigodot }\end{smallmatrix}}} كتلة الشمس، {\displaystyle {\begin{smallmatrix}L_{\bigodot }\end{smallmatrix}}}
القدر المطلق للشمس و{\displaystyle \tau _{ms}} هو العمر التقديري لنجم النسق الأساسي.
ويتبين ان تلك النتيجة لم نكن نتوقعها حيث أنه من المنتظر أن يعمر النجم ذو كتلة كبيرة عمرا طويلا لحيازته على كمية وقود أكبر. ولكن على العكس، نجد أن النجوم الصغيرة التي تبلغ كتلتها عشر كتلة الشمس تعمر نحو مليار سنة، في حين تعمر النجوم الأكبر من الشمس عشرات أو مئات الملايين من السنين فقط.
ولا تتناسب النجوم ذات الكتلة الكبيرة طبقا للعلاقة بين الكتلة وقدر السطوع المطلق مع العمر المقدر لها والذي يبلغ عدة ملايين من السنين فقط.
وتبين الدراسة المستفيضة علاقة أخرى تتبعها النجوم ذات الكتلة الكبيرة.
وتعتمد العلاقة بين كتلة النجم وقدره المطلق على معدل انتقال الطاقة من قلب النجم إلى سطحه. فقلة نفاذية النجم للإشعاع تعمل كعازل يعمل على تراكم الطاقة في قلب النجم. وبذلك فلا يحتاج النجم إلى إصدار طاقة أكبر للمحافظة على توازنه، بل على العكس فإن نفاذية النجم للضوء تسمح بانتقال الطاقة أسرع من داخله إلى خارجه مما يعمل على زيادة استهلاك النجم للهيدروجين لكي يبقى في حالة التوازن.
مع ملاحظة أن النفاذية العالية للنجم تؤدي إلى انتقال الطاقة فيه بطريق الحمل الحراري.
ويتميز نجم كبير يتبع النسق الأساسي بنفاذية ضعيفة بسبب شدة تشتت الإلكترونات التي تعمل على ثبات نفاذية النجم للحرارة. لذلك يتناسب القدر المطلق للنجم مع كتلته مرفوعة للأس 3.
وبالنسبة إلى النجوم التي يبلغ كتلتها عشر كتلة الشمس فتعتمد النفاذية على درجة الحرارة بحيث يتناسب قدر سطوعه المطلق للنجم مع كتلته مرفوعة للأس 4.
وبالنسبة إلى النجوم الكبيرة نجد أن وجود جزيئات في جو النجم تعمل على خفض نفاذيته. وتتناسب القدر المطلق لنجم تبلغ كتلته أقل من نصف كتلة الشمس مع الكتلة مرفوعة إلى الأس 3 و2 ، بينما يجعل حزام النسق الأساسي يزداد عرضا. ولكن ذلك التحسن يشكل بالتقريب الحالة الفيزيائية الحقيقية، وقد تعتمد العلاقة بين القدر المطلق وكتلة النجم أيضا على التركيب الكيميائي للنجم، أي ما يحتويه من عناصر.

## اقرأ أيضا
- تصنيف هرتزشبرونج-راسل
- تطور النجوم
- نجم-أو
- واسب-80
- نجم ولف-رايت
- مستعر أعظم
- انفجار أشعة غاما
- فهرس مسييه
- غليزا 229